# جمال أباد (فتح أباد)
جمال أباد (بالفارسية: جمال‌آباد) هي قرية تقع في إيران في قسم فتح أباد الريفي. قُدّر عدد سكانها في 2006 ب60 نسمة (11 عائلة).